# Paulina (chanteuse)
 (juin 2025).
Si vous disposez d'ouvrages ou d'articles de référence ou si vous connaissez des sites web de qualité traitant du thème abordé ici, merci de compléter l'article en donnant les références utiles à sa vérifiabilité et en les liant à la section « Notes et références ».
 (juin 2025).
 (juin 2025).
 (juin 2025).
Motif : l'utilisateur qui a apposé ce bandeau n'a pas précisé le motif de la pose.
- Archive Wikiwix
- Bing
- Cairn
- DuckDuckGo
- E. Universalis
- Gallica
- Google
- G. Books
- G. News
- G. Scholar
- Persée
- Qwant
- (zh) Baidu
- (ru) Yandex
- (wd) trouver des œuvres sur Wikidata

| 1. | Préciser le motif de la pose du bandeau. | Précisez le motif de la pose du bandeau en utilisant la syntaxe suivante : {{admissibilité à vérifier\|date=juin 2025\|motif=remplacez ce texte par le motif}}                           |
| 2. | Informer les utilisateurs concernés.     | Pensez à avertir le créateur de l'article, par exemple, en insérant le code ci-dessous sur sa page de discussion : {{subst:avertissement admissibilité à vérifier\|Paulina (chanteuse)}} |

Pour les articles homonymes, voir Paulina.
Paula-Alexandra Gînju, plus connue sous son nom de scène Paulina, est une chanteuse et compositrice d'électro-pop roumaine. Elle définit elle-même son style artistique comme de l'éléctro-pop astral fondé sur un mélange de manele et de pop nostalgique adapté à un rythme oriental. 
Venant d'une famille de luthistes où elle a appris à aimer la vie à travers l'art, Paulina a suivi des cours de piano, de chant et de violon. Lorsqu'elle se lance dans l'industrie musicale en 2018, elle décide de se laisser guider par son intuition.
Elle atteint la célébrité avec la chanson Fetița ta de milione, qu'elle dit avoir écrit pour décrire sa relation avec un musicien et atteindre ses ambitions, et qui devient populaire en 2022 grâce à TikTok. La même année, cette chanson est mentionnée dans le classement Billboard Romania.

## Discographie

### Albums studio
- Prin lume (2022)
- Săraca fată bogată (2023)
- Te iubesc, te urăsc (2024)

### Singles
- Multe nopți (2021)
- Fetița ta de milioane (2021) — #20 Billboard Roumanie [4]
- Nunta ta (2021)
- Kalinka (2021)
- București (2022)
- Cântec de dor (2022)
- Mare bairam (avec Keed) (2023)
- Vino acasă, puișor (2023)
- Săraca fată bogată (2023)
- Haide, vino în lumea mea (2023)
- Da, eu sunt bine (2023)
- Dansează, fetița mea (2023)
- Amor, amor (avec Naste din Berceni) (2023)
- Suflet de interlop (avec Dl. Dani) (2023)